# Hyperaxis
Hyperaxis es un género de insecto coleóptero de la familia Chrysomelidae.

## Especies
Las especies de este género son:
- Hyperaxis brancuccii Medvedev, 1993
- Hyperaxis maculatus Kimoto & Gressitt, 1982
- Hyperaxis tanongchiti Kimoto & Gressitt, 1982